# 奧運精英匯香江
奧運精英匯香江，是由中國香港體育協會暨奧林匹克委員會主辦，康樂及文化事務署協辦的一批表演項目，演出者是2008年奧林匹克運動會中國代表獎牌得主，包括程菲、林丹、郭晶晶、張寧、張怡寧、黃旭、何可欣、馬琳、鄒凱、楊威、王皓、陳一冰和李小鵬等。
此行訪香港的63名金牌運動員代表團，下榻的香港酒店為尖東海景嘉福酒店。

## 訪香港行程及表演項目

### 2008年8月29日(星期五)
- 2008年夏季奧林匹克運動會中國代表團，到香港

### 2008年8月30日(星期六)
- 參觀金紫荊廣場升旗禮：上午8時，灣仔香港會議展覽中心金紫荊廣場
- 與市民會面及體育示範表演：上午10時30分至中午12時，乒乓球示範於石硤尾公園體育館

1. 羽毛球示範：九龍公園體育館
2. 高台跳水示範：荃灣城門谷游泳池
3. 體操示範：灣仔伊利沙伯體育館

- 奧運金牌精英大匯演：下午5時30分至晚上7時，香港大球場

### 汪明荃大匯演失禮事件
汪明荃大匯演失禮事件，於2008年8月30日「奧運金牌精英大匯演」進行期間，汪明荃在主持該匯演時，多次對北京奧運中國隊金牌運動員呼喝以及質問的事件。此次事件令網民覺得運動員遭到侮辱，損害了香港形象，而引起一眾網民的反感。 

### 2008年8月31日(星期日)
- 離開香港，往澳門親善訪問

## 外部參考
- 奧運精英匯香江 - 奧運金牌選手訪港 （页面存档备份，存于）
- 國家奧運金牌選手訪港三天售票及節目安排
- 汪明荃大匯演失禮事件 （页面存档备份，存于）